# Rolf Höfert
Rolf Höfert (* 8. Februar 1949 in Hamburg) ist ein ehemaliger deutscher Fußballspieler. Der Mittelfeldspieler und Libero gewann in der Saison 1976/77 mit dem FC St. Pauli die Meisterschaft in der 2. Fußball-Bundesliga Nord. In der Saison 1977/78 absolvierte er bei dem Aufsteiger 23 Spiele (3 Tore) in der Fußball-Bundesliga.

## Karriere
Höfert spielte in der Jugend von USC Paloma und kam 1969 von Wellingsbüttel zum HSV Barmbek-Uhlenhorst. Sein Debüt in der damals zweitklassigen Fußball-Regionalliga Nord hatte Höfert unter Trainer Edgar „Edu“ Preuß am ersten Spieltag der Saison 1969/70, am 17. August 1969, beim 3:2-Auswärtserfolg gegen den VfL Osnabrück. Der Debütant spielte auf Halblinks an der Seite der Routiniers Willi Giesemann und Harry Bähre. In seiner zweiten Saison bei BU, 1970/71, belegte er mit den Mitspielern Ernst Kreuz und Klaus Fock den fünften Rang und hatte nach zwei Runden insgesamt 65 Ligaspiele mit zwei Toren für die Blau-Gelben absolviert.
Zur Saison 1971/72 ging er mit Trainer „Edu“ Preuß zum FC St. Pauli. Er feierte mit seinen neuen Mannschaftskollegen die Meisterschaftserfolge in den Jahren 1972 und 1973 und wurde im letzten Jahr der Regionalligazweitklassigkeit, 1973/74, Vizemeister. In drei Runden Regionalliga kam der als offensiver Verteidiger, Libero, im Mittelfeld wie auch im Angriff einsetzbare Spieler bei St. Pauli auf 96 Spiele und erzielte dabei 19 Tore; zusätzlich war er noch in 22 Spielen der Aufstiegsrunde zur Bundesliga (Zwei Tore) im Einsatz. Er entwickelte sich zu einem Leistungsträger und war eine Persönlichkeit auf und neben dem Platz. In der Saison 1976/77 schaffte Mannschaftskapitän Höfert mit seinen Mannschaftskollegen Jürgen Rynio, Jens-Peter Box, Dietmar Demuth, Gino Ferrin, Walter Frosch, Franz Gerber, Wolfgang Kulka, Manfred Mannebach, Horst Neumann, Walter Oswald, Rolf-Peter Rosenfeld, Dieter Schiller, Søren Skov und Niels Tune-Hansen unter Trainer Diethelm Ferner den Aufstieg in die Bundesliga.
Das Bundesligadebüt glückte am 6. August 1977 mit einem 3:1-Heimerfolg gegen SV Werder Bremen. Die Neuzugänge Rolf Blau und Rudolf Sturz ergänzten dabei die Aufstiegself. Sein letztes Bundesligaspiel bestritt Höfert am 18. Februar 1978 bei der 0:5-Auswärtsniederlage bei Hertha BSC. Danach musste er sich einer Achillessehnenoperation unterziehen. Die Elf vom Heiliggeistfeld stieg als 18. in die 2. Liga ab. Dann lockte der FC Bayern München mit einem Angebot, doch durch die Verletzung an der Achillessehne kam der Transfer von Hamburg nach München nicht zu Stande. Nach zwölf Spielen mit zwei Toren – sein letztes Zweitligaspiel für St. Pauli absolvierte Höfert, der beim FC St. Pauli Mannschaftskapitän war, am 17. Dezember 1978 beim 1:0-Heimerfolg gegen Preußen Münster, wo er auch den Siegtreffer erzielte – wurde er von Präsident Ernst Schacht nach 118 Spielen in der 2. Liga mit 28 Toren für runde 80.000 DM in die Schweiz zum FC Bern verkauft. Bei den Rot-Schwarzen vom Stadion Neufeld spielte er bis 1983 in der Nationalliga B und beendete im Jahr 1988 seine Spielerkarriere.
Der gelernte Maschinenschlosser und Wahlschweizer hat sich als Vertreiber von Spezialdichtungen und Gummiringen in der Gemeinde Ueberstorf (nahe Bern) eine Existenz aufgebaut.